# Церковь Харью-Ристи

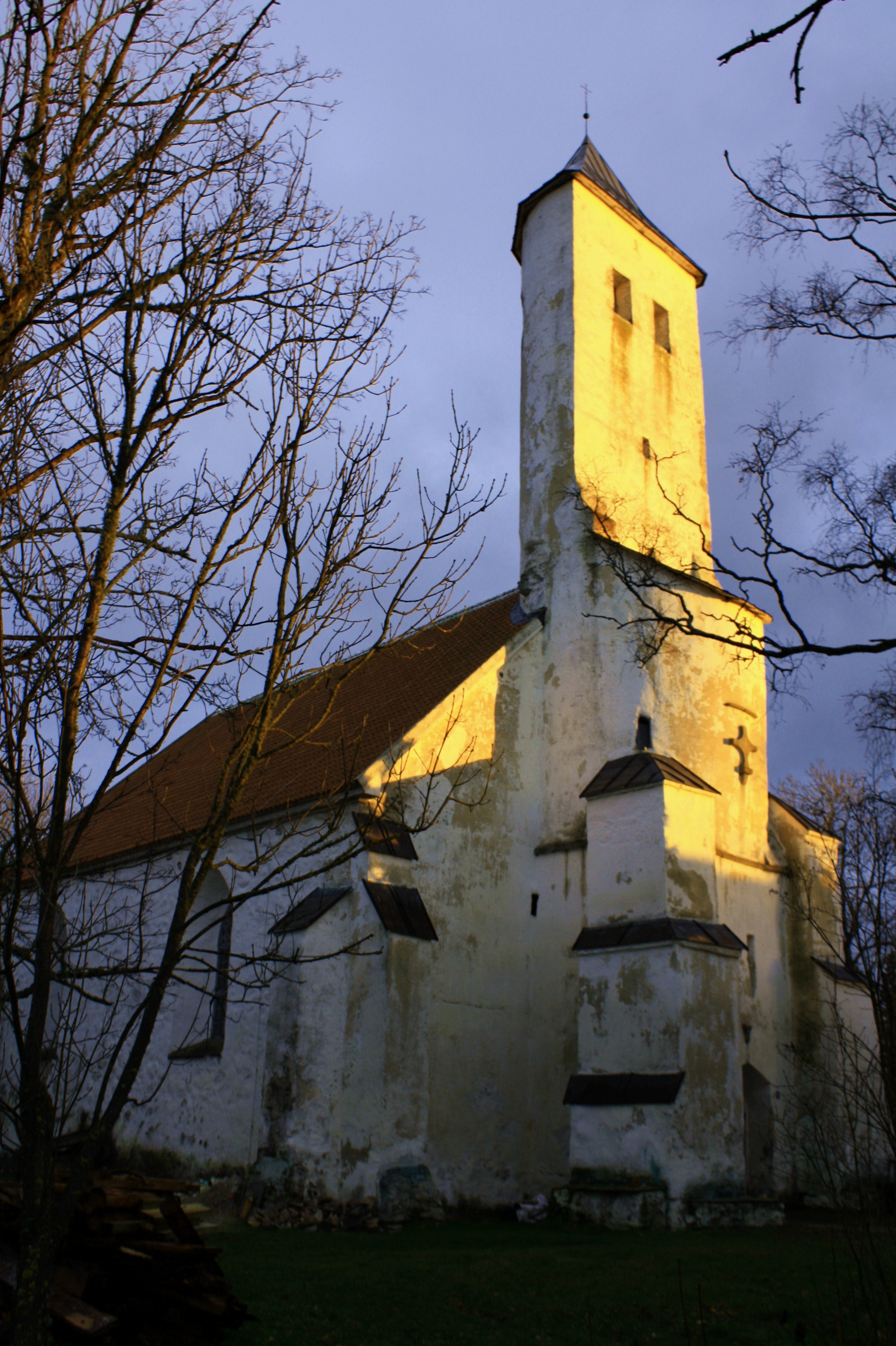
Церковь Харью-Ристи

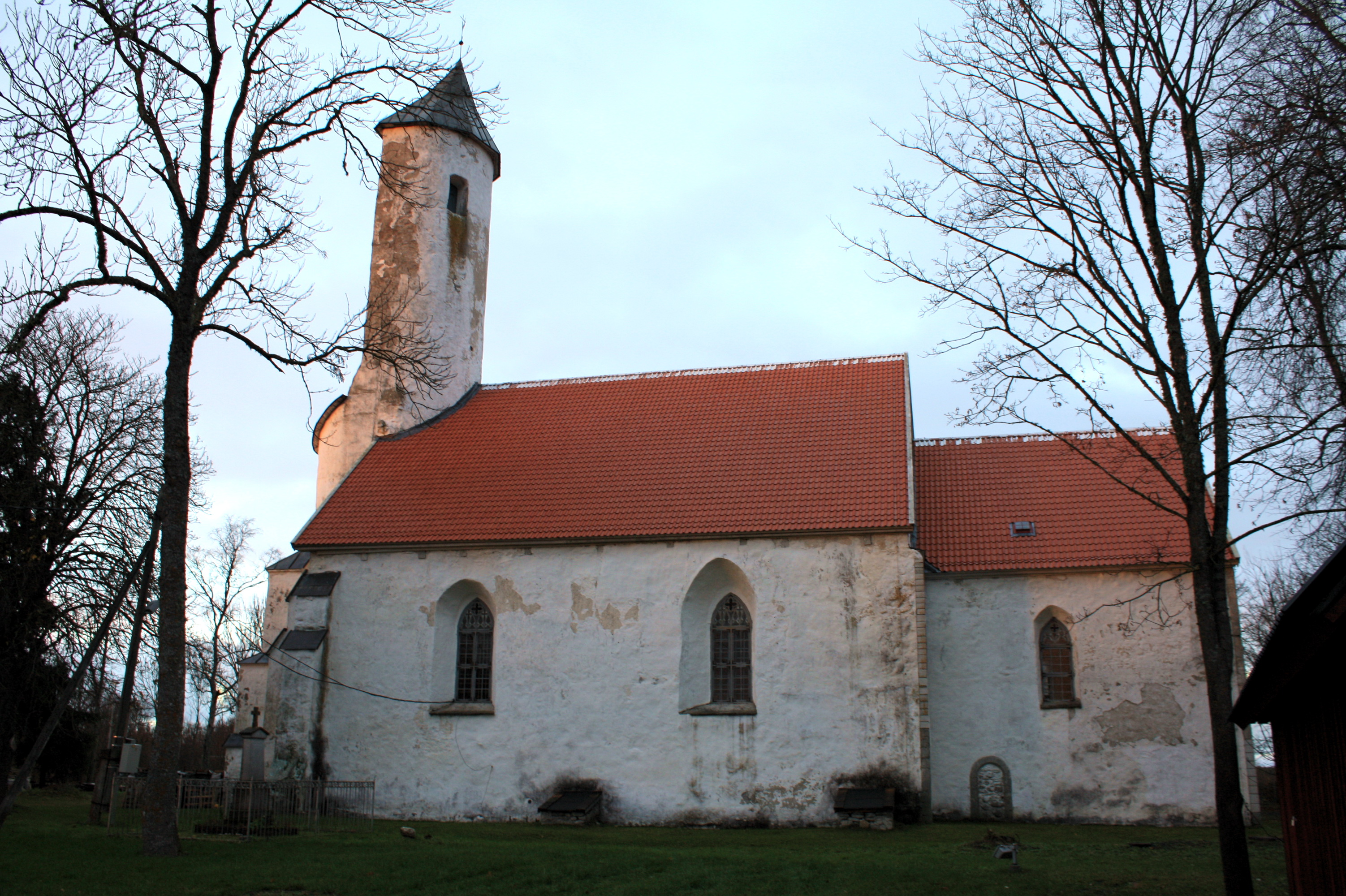
Церковь Харью-Ристи

Церковь Ха́рью-Ри́сти, также церковь Креста Господня (эст. Harju-Risti kirik) — церковь на севере Эстонии в деревне Харью-Ристи волости Падизе Харьюского уезда. Церковь принадлежит эстонской лютеранской евангелической церкви.

До 1919 года церковь была центром прихода Харью-Ристи.

## История
Строительство церкви было начато на рубеже 13-14 веков цистерианскими монахами монастыря Падизе. Расположенная в восточной пределе алтарная часть является старейшей частью церкви.
Строительство было завершено в первой половине 15 века, когда был построен неф и сводчатая алтарная часть.
Неф церкви схож с нефом подземной часовни монастыря Падизе, в которой четыре свода также расходятся из одного столба.
При ремонте церкви в 2011 году были найдены более тысячи старинных серебряных и медных монет: на протяжении нескольких веков прихожане жертвовали деньги не только священникам, но и «напрямую Богу», опуская монеты в щели между камней. 

Уникальный пол из плитняка был обнаружен при замене деревянного настила. По словам специалистов, других примеров настолько хорошо сохранившегося средневекового пола в Эстонии нет.

## Башня
В 15 веке построили строгую круглую башню. В 17 веке с одной из сторон верхняя часть башни обвалилась и впоследствии была восстановлена лишь частично.

## Колокола
В башне церкви находится отлитый в 15 веке башенный колокол, который является старейшим из известных в Эстонии.
Второй по возрасту колокол, изготовленный в 16 веке, из-за трещины является непригодным для использования и хранится в алтарной части.
Самый новый колокол церкви был отлит в 2006 году в Вестфалии, Германия.